# 大口町立図書館
大口町立図書館（おおぐちちょうりつとしょかん）は、愛知県丹羽郡大口町の公共図書館である。大口町総合福祉会館の3階にある。
2015年度（平成27年度）末の蔵書数は90,700点、貸出数は228,871点だった。2015年（平成27年）3月31日時点の大口町の人口は23,470人であるため、住民1人あたり貸出数は9.8点だった。利用者の居住地別の貸出数は、63.2%に相当する144,568点が大口町在住者、16.5%に相当する42.315点が江南市在住者、7.1%に相当する19,005点が扶桑町在住者だった。2015年（平成27年）度の資料購入費は10,791,000円（うち図書購入費は8,745,000円）であり、住民1人あたり資料購入費は460円だった。

## 歴史

### 公民館図書室時代

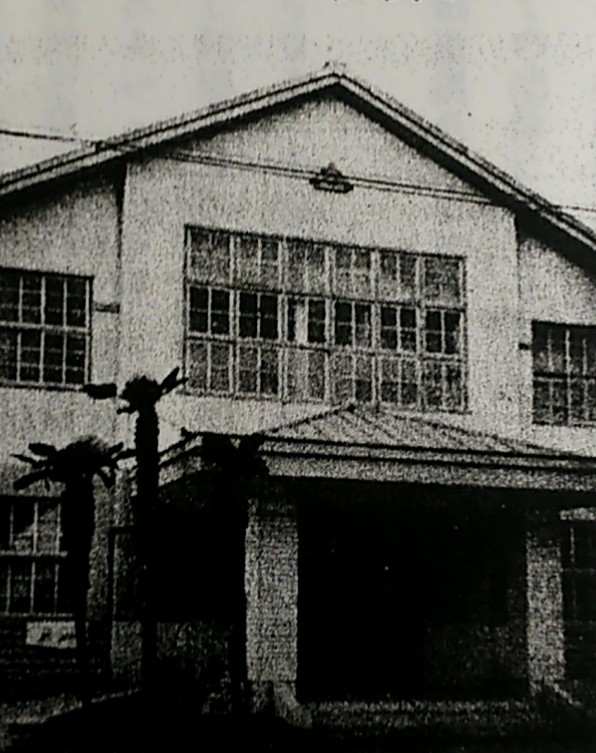
1950年（昭和25年）から1979年（昭和54年）まで使用された大口町公民館

愛知県における大口町の位置

太平洋戦争後に公民館運動が全国的な高まりを見せると、丹羽郡大口村でも1946年（昭和21年）頃から有志によって公民館運動が推進された。1949年（昭和24年）に社会教育法が制定されると、1950年（昭和25年）4月29日には大口村公民館の竣工落成式が行われ、総建坪160坪の公民館の2階に9坪の図書室が設置された。1952年（昭和27年）には文部省によって全国優良公民館として表彰されている。
1962年（昭和37年）には大口村が町制施行して大口町となり、大口村公民館は大口町公民館に改称している。その後相次いで設置された地区公民館の図書部員が巡回貸出を実施していたものの、蔵書数の少なさから十分な成果は得られなかった。また、愛知県図書館は図書館未設置自治体に対して移動図書館車を運行しており、1人10冊まで・約3か月間貸出することができたが、移動図書館の利用は多くなかった。
町民からの強い要望により、大口町は図書館や老人福祉センターを含む総合福祉会館の建設を計画した。1977年（昭和52年）7月に大口町総合福祉会館の建設に着工し、1979年（昭和54年）3月30日に竣工式を行った。用地取得費は1億2000万円であり、工費は7億8211万8000円である。

### 大口町立図書館（1979年 - ）

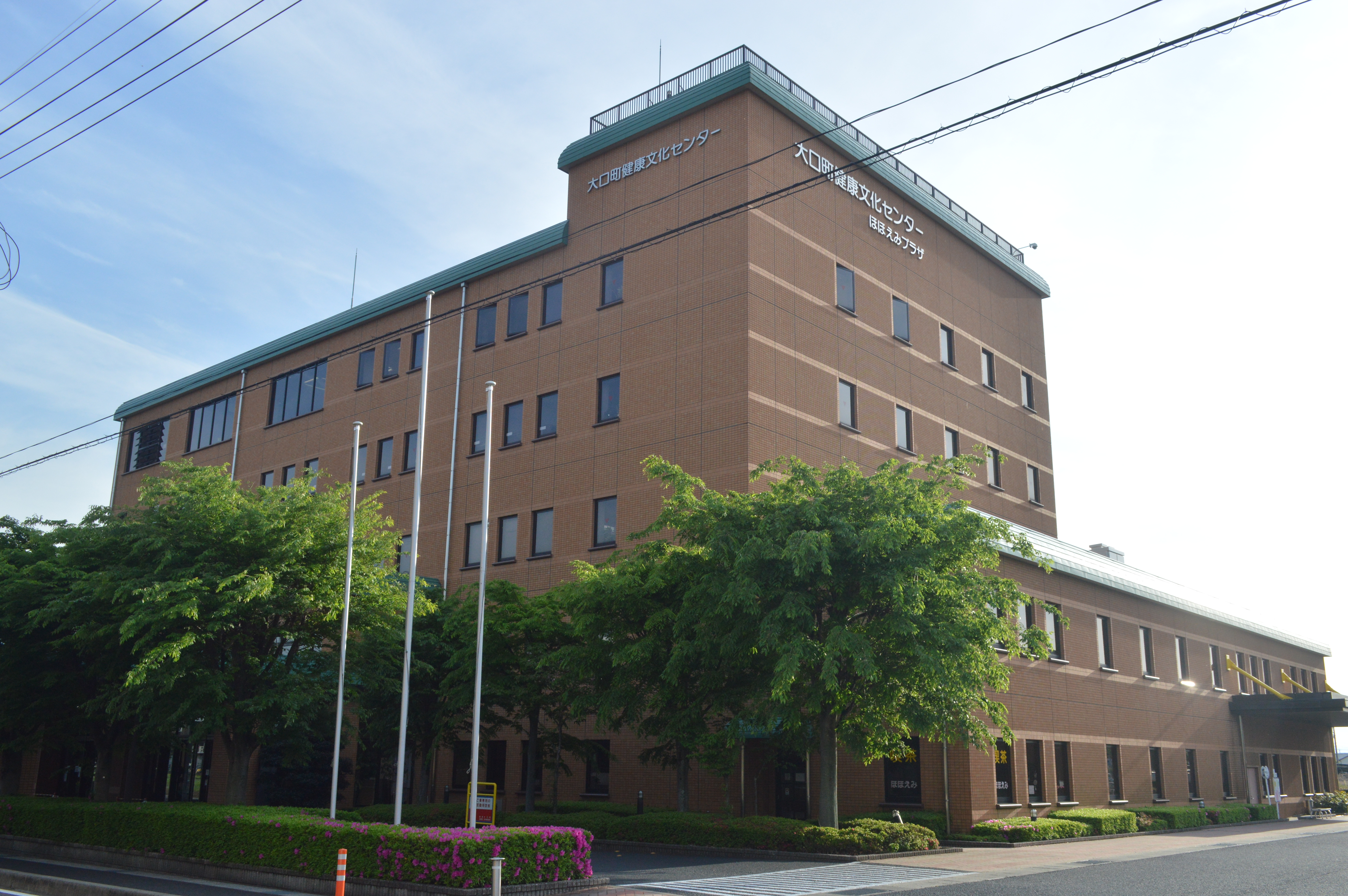
隣接地にある大口町健康文化センター

竣工式前の1978年（昭和53年）12月2日には大口町総合福祉会館が仮オープンし、同時に3階部分の大口町立図書館も仮オープンした。仮オープン期間の貸出点数は1点までであり、貸出期間は1週間だった。開館時間は「9時30分～17時」であり、休館日は月曜午後・火曜・祝日・毎月末日・年末年始だった。12月・1979年1月・2月の3か月間で3,455人が登録を行い、8,801冊が館外貸出された。
1979年（昭和54年）4月には大口町総合福祉会館が正式に開館し、大口町立図書館も正式に開館した。正式開館に合わせて、貸出点数は3点まで、貸出期間は2週間に変更された。愛知県図書館による大口町への移動図書館車の運行は、大口町立図書館開館後の1980年（昭和55年）1月をもって終了している。1979年（昭和54年）11月には紙芝居の貸出を、1981年（昭和56年）3月には大活字本の貸出を開始している。『大口町史』によると1988年（昭和63年）3月時点の蔵書数は約18,350点だった。同時期の登録者数は住民の25%に相当する4,007人であり、1988年（昭和63年）度の利用者数は28,321人だった。
1989年（平成元年）4月には貸出点数を5点に変更した。1992年（平成4年）7月には建物1階入口脇に図書返却ポストを設置した。1994年（平成6年）4月には祝日も開館日とし、開館時間を「9時 - 17時」に変更した。1995年（平成7年）10月にはコンピュータを導入し、愛知県図書館との間でオンライン検索システムを稼働させた。同時に貸出点数を6点に変更している。1996年（平成8年）5月にはビデオテープの貸出を開始した。1998年（平成10年）には隣接地に大口町健康文化センターが竣工し、健康文化センターには大口町歴史民俗資料館が設置されており、大口町総合福祉会館周辺の文化的拠点としての機能が高まった。
2002年（平成14年）10月には図書館の公式ウェブサイトを開設した。2003年（平成15年）3月には貸出点数を10点に変更し、同年8月にはブックスタート事業を開始した。2004年（平成16年）1月には尾張北部広域行政圏5市2町の首長が協定書を締結し、春日井市、小牧市、犬山市、江南市、岩倉市、丹羽郡扶桑町の住民に対する広域貸出サービスを開始した。2005年（平成17年）4月にはDVDの貸出を開始した。2008年（平成20年）3月にはヤングアダルトコーナーを設置した。同年4月には火曜日を開館日に変更し、開館日が週6日（月曜日のみ休館）となった。2010年（平成22年）7月には学習スペースを設置した。
2014年（平成26年）8月から2015年（平成27年）3月には大口町総合福祉会館の耐震化工事が行われたため、2014年（平成26年）8月5日から2015年（平成27年）3月22日の間は臨時図書館で図書館業務を行った。

### 新図書館建設構想
2004年（平成16年）5月には職員が「大口町立図書館建設構想（案）」を作成している。2012年（平成24年）8月にはこの建設構想案が、大口町教育委員会の定例会に協議資料として提出された。同年12月には「新しい大口町立図書館の建設に対する要望書（案）」が教育委員会の定例会に資料として提出され、2013年（平成25年）1月には教育委員名で大口町長に対して「新しい大口町立図書館の建設に対する要望書」が提出された。
2014年（平成26年）8月には大口町教育委員会が実施した生涯学習基本構想に関するアンケート調査では、「今後充実させてほしい施設」の第1位（34%）が図書館だった。2015年（平成27年）1月に大口町が実施した第7次大口町総合計画策定のためのアンケート調査では、図書館の満足度は34施設の中で27位だった。

## 利用案内
| 大口町立図書館の利用案内 | 大口町立図書館の利用案内                                                                          |
| ------------------------ | ------------------------------------------------------------------------------------------------- |
| 開館時間                 | 9時-17時                                                                                          |
| 休館日                   | 毎週月曜日、毎月第2木曜日、年末年始、特別整理期間                                                 |
| 冊数・期間               | 10点まで・2週間                                                                                   |
| 貸出可能者               | 大口町在住・在勤・在学者                                                                          |
| 貸出可能者               | 尾張北部広域行政圏5市2町在住者 （大口町、春日井市、小牧市、犬山市、江南市、岩倉市、丹羽郡扶桑町） |